# Claude Dufau
Pour les articles homonymes, voir Dufau.
Pas d'image ? Cliquez ici

a Compétitions nationales et continentales officielles uniquement.

Claude Dufau, né le 29 avril 1946 à Itxassou et mort le 9 juin 2021 à Dax, est un joueur français de rugby à XV qui évolue au poste de centre. Après une carrière sportive au sein de l'US Dax, il se reconvertit ensuite au poste d'entraîneur avant d'intégrer l'intendance du club.

## Biographie
Né le 29 avril 1946 à Itxassou, Claude Dufau intègre en 1958 l'école de rugby de l'US Dax. Le jeune centre joue son premier match avec l'équipe fanion le 23 décembre 1962, affrontant le Biarritz olympique.
En 1966, il est réserviste sur la feuille de match de la finale de 1966 contre le SU Agen mais ne dispute pas la rencontre.
À l'âge de 24 ans, sujet à une arthrose, il est contraint de mettre un terme à sa carrière de joueur. Il reste tout de même au sein des instances du club.
Il entraîne les lignes arrières de l'équipe première en tandem avec Jean Bachelé, pendant la saison 1978-1979,. Il réitère l'expérience de 1986 à 1990,, auprès de Léon Berho,,,,, puis de Jean Guibert,. Dufau devient par la suite intendant auprès de l'équipe professionnelle, ; il participe à l'intégration des recrues dacquoises, notamment Fabien Pelous ou encore les joueurs étrangers – notamment fidjiens – rejoignant le club,,. Il quitte son poste à l'intersaison 2018, alors que le club est relégué en division amateur.
Parmi ses autres activités extra-sportives, il est membre de la peña taurine de Dax dont il a été président, et du Cercle choral dacquois.
Il meurt dans la nuit du 8 au 9 juin 2021, à son domicile dacquois,.